# Castelfranc
Castelfranc település Franciaországban, Lot megyében. Lakosainak száma 425 fő (2022. január 1.). Castelfranc Albas, Anglars-Juillac, Les Junies, Labastide-du-Vert, Luzech és Prayssac községekkel határos.

## Népesség
A település népességének változása:
| Lakosok száma | 356  | 317  | 365  | 422  | 391  | 409  | 426  | 434  | 429  | 425  |
|               | 1968 | 1982 | 1990 | 2006 | 2013 | 2015 | 2017 | 2019 | 2020 | 2022 |